# Gadjo
 (octobre 2024).
La mise en forme du texte ne suit pas les recommandations de Wikipédia : il faut le « wikifier ».
Les points d'amélioration suivants sont les cas les plus fréquents. Le détail des points à revoir est peut-être précisé sur la page de discussion.
- Les titres sont pré-formatés par le logiciel. Ils ne sont ni en capitales, ni en gras.
- Le texte ne doit pas être écrit en capitales (les noms de famille non plus), ni en gras, ni en italique, ni en « petit »…
- Le gras n'est utilisé que pour surligner le titre de l'article dans l'introduction, une seule fois.
- L'italique est rarement utilisé : mots en langue étrangère, titres d'œuvres, noms de bateaux, etc.
- Les citations ne sont pas en italique mais en corps de texte normal. Elles sont entourées par des guillemets français : « et ».
- Les listes à puces sont à éviter, des paragraphes rédigés étant largement préférés. Les tableaux sont à réserver à la présentation de données structurées (résultats, etc.).
- Les appels de note de bas de page (petits chiffres en exposant, introduits par l'outil «  Source ») sont à placer entre la fin de phrase et le point final[comme ça].
- Les liens internes (vers d'autres articles de Wikipédia) sont à choisir avec parcimonie. Créez des liens vers des articles approfondissant le sujet. Les termes génériques sans rapport avec le sujet sont à éviter, ainsi que les répétitions de liens vers un même terme.
- Les liens externes sont à placer uniquement dans une section « Liens externes », à la fin de l'article. Ces liens sont à choisir avec parcimonie suivant les règles définies. Si un lien sert de source à l'article, son insertion dans le texte est à faire par les notes de bas de page.
- La présentation des références doit suivre les conventions bibliographiques. Il est recommandé d'utiliser les modèles {{Ouvrage}}, {{Chapitre}}, {{Article}}, {{Lien web}} et/ou {{Bibliographie}}. Le mode d'édition visuel peut mettre en forme automatiquement les références.
- Insérer une infobox (cadre d'informations à droite) n'est pas obligatoire pour parachever la mise en page.

Pour une aide détaillée, merci de consulter Aide:Wikification.
Si vous pensez que ces points ont été résolus, vous pouvez retirer ce bandeau et améliorer la mise en forme d'un autre article.
 (octobre 2024).
Si vous disposez d'ouvrages ou d'articles de référence ou si vous connaissez des sites web de qualité traitant du thème abordé ici, merci de compléter l'article en donnant les références utiles à sa vérifiabilité et en les liant à la section « Notes et références ».
Dans la culture rom, un gadjo (masculin) ou gadji (féminin) est une personne qui ne fait pas partie de la culture rom. Cela correspond généralement au fait de ne pas être un Rom ethnique, mais il peut également s'agir d'un Rom ethnique ne vivant pas au sein de la culture rom. Il est souvent utilisé par les Roms pour désigner des voisins extérieurs vivant au sein ou à proximité de leur communauté.

## Étymologie
L'origine exacte du mot n'est pas connue. Une théorie considère que le mot vient du mot proto-romani signifiant « paysan » et a la même racine que le mot romani gav (village).

## En Bulgarie
Le mot a été emprunté en bulgare sous le nom de гадже  (gadzhe), qui signifie petit ami ou bien petite amie.

## En Espagne

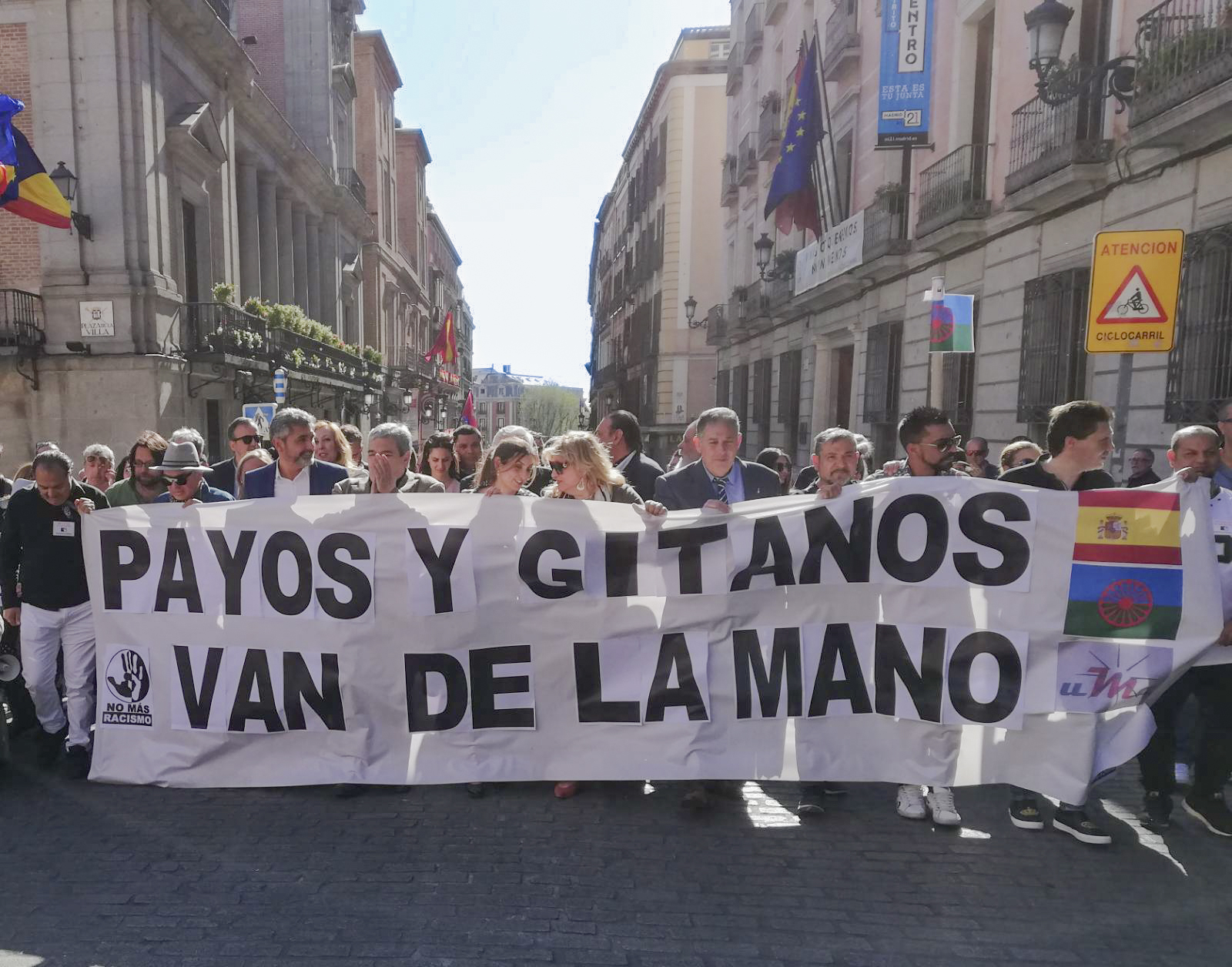
Manifestation contre l'intolérance : « Gadjes et Roms font bon ménage » (Madrid, 6 mai 2019)

Le mot est passé de Caló à l'argot espagnol sous la forme gachó  (masculin) / gachí  (féminin) acquérant le sens généralisé « homme, gars » / « femme, fille ». Le mot caló pour un non- Gitan est payo / paya.

## En portugais
Les mots portugais européens gajo (masculin) et gaja (féminin) sont originaires du romani/caló et sont utilisés dans le langage courant pour désigner de manière familière un homme ou une femme, dans un usage similaire à « guy » en anglais ou « mec » en français. Le mot gazim est rarement utilisé en portugais brésilien pour désigner une femme étrange (dans le sens de étrangère), tirant probablement racines dans le mot romani gadji.

## En Écosse et dans le nord de l'Angleterre
Le mot est rencontré sous la forme de gadgie ( parfois gadge ), un terme en écossais autrefois utilisé uniquement par la communauté des Roms/gens du voyage. Depuis le 20e siècle, il est généralement utilisé par la population parlant écossais. Dans la plupart des régions, on l'entend, notamment à Édimbourg, dans les Borders et à Dingwall, le mot gadgie est employé pour désigner un homme que le locuteur ne connaît pas bien. À Dundee, il s'agit d'un terme plus péjoratif, désignant une personne peu instruite qui se livre au hooliganisme ou à la petite criminalité. Dans le village d'Aberchirder, il fait référence à un autochtone né et élevé là-bas.